# There Goes My Heart
There Goes My Heart (bra: Aí Vai Meu Coração) é um filme estadunidense de 1938, do gênero comédia romântica, dirigido por Norman Z. McLeod, e estrelado por Fredric March e Virginia Bruce. O roteiro de Eddie Moran e Jack Jevne foi baseado em uma história de Ed Sullivan, mais conhecido por seu programa "The Ed Sullivan Show".
A trama retrata a história de uma herdeira que foge de sua vida luxuosa e trabalha disfarçada como balconista em uma loja de departamentos, mas que tem sua identidade ameaçada quando um jornalista a reconhece.
A produção marcou o último trabalho cinematográfico de Nancy Carroll, que se aposentou do cinema após a finalização da produção, embora tenha continuado trabalhando na televisão e no teatro.

## Sinopse
Ansiosa para se libertar de sua vida limitada, Joan Butterfield (Virginia Bruce), uma herdeira de 25 anos, foge do iate de seu avô superprotetor sem levar nada de sua fortuna, exatamente quando o repórter Bill Spencer (Fredric March) chega para conseguir uma rara foto dela. Nas ruas de Nova Iorque, ela conhece a amável Peggy O'Brien (Patsy Kelly), que a acolhe. Joan adota um nome falso e, com a ajuda de Peggy, consegue um emprego na loja de departamentos da rede que pertence a ela e ao avô. Quando Bill, que já começou a escrever um artigo sobre Joan, visita a loja e a reconhece, percebe que tropeçou em uma grande história.

## Elenco
- Fredric March como Bill Spencer
- Virginia Bruce como Joan Butterfield / Joan Baker
- Patsy Kelly como Peggy O'Brien
- Alan Mowbray como Pennypepper E. Pennypepper
- Nancy Carroll como Dorothy Moore
- Eugene Pallette como Sr. Stevens
- Etienne Girardot como Hinkley
- Claude Gillingwater como Cyrus W. Butterfield
- Arthur Lake como Pescador
- Robert Armstrong como Detetive O'Brien
- Irving Bacon como Sr. Dobbs
- Irving Pichel como Sr. Gorman
- Sid Saylor como Robinson
- J. Farrell MacDonald como Policial
- Harry Langdon como Ministro (não-creditado)
- Marjorie Main como Cliente da Loja (não-creditada)

## Produção
Várias críticas da época comentaram o fato de que Harry Langdon, um dos comediantes mais famosos da era do cinema mudo, nem sequer foi creditado por seu breve papel como um ministro, em seu primeiro papel no cinema em quatro anos.
Barbara Hutton, conhecida na época como a "garota mais rica do mundo" e "pobre menina rica", foi a inspiração para a criação da protagonista do filme.

## Prêmios e indicações
| Ano  | Cerimônia | Categoria            | Indicado      | Resultado | Ref.        |
| ---- | --------- | -------------------- | ------------- | --------- | ----------- |
| 1939 | Oscar     | Melhor trilha sonora | Marvin Hatley | Indicado  | [ 8 ] [ 9 ] |